# Тепляков, Леонид Митрофанович
Леони́д Митрофа́нович Тепляко́в (1 ноября 1939 — 4 декабря 2016) — советский и российский дирижёр. Хормейстер и дирижёр Мариинского театра, основатель и дирижёр киришской капеллы. Заслуженный артист РСФСР (1983).

## Биография
В 1957 году окончил Хоровом училище имени М. И. Глинки, затем — Ленинградскую консерваторию как хоровой, а затем оперно-симфонический дирижёр.
С 1961 года он работал в Кировском (ныне — Мариинском) театре. Начал карьеру в театре в качестве дирижёра с исполнения опер «Евгений Онегин» и «Борис Годунов». В последние годы работал хормейстером Мариинского театра.

## Награды и звания
- Заслуженный артист РСФСР (1983)
- Медаль ордена «За заслуги перед Отечеством» II степени (2008)[2]